# Maldanella japonica
Maldanella japonica är en ringmaskart som beskrevs av Detinova 1982. Maldanella japonica ingår i släktet Maldanella och familjen Maldanidae. Inga underarter finns listade i Catalogue of Life.